# Trapania maculata
Trapania maculata is een slakkensoort uit de familie van de plooislakken (Goniodorididae). De wetenschappelijke naam van de soort werd in 1960 voor het eerst geldig gepubliceerd door Haefelfinger.

## Beschrijving
Deze zeenaaktslak is doorschijnend wit van kleur, met gele aftekeningen. De rinoforen, kieuwen en uitsteeksels zijn bedekt met geel pigment en er is een driehoekige gele vlek in het midden van de rug zichtbaar. Daarnaast is er een brede gele streep langs de staart, van achter de kieuwen tot aan de punt. Bij mediterrane exemplaren is er meer geel, met vlekken op het hoofd en de zijkanten van het lichaam.

## Verspreiding
Deze soort werd voor het eerst beschreven vanuit Villefranche-sur-Mer aan de Middellandse Zee. Het wordt gevonden van de Egeïsche Zeekust van Turkije tot de Straat van Gibraltar. Het is vervolgens gemeld vanaf de Atlantische kusten zo ver noordelijk als zuidwest Engeland en Wales in het Verenigd Koninkrijk.